# تونغلي

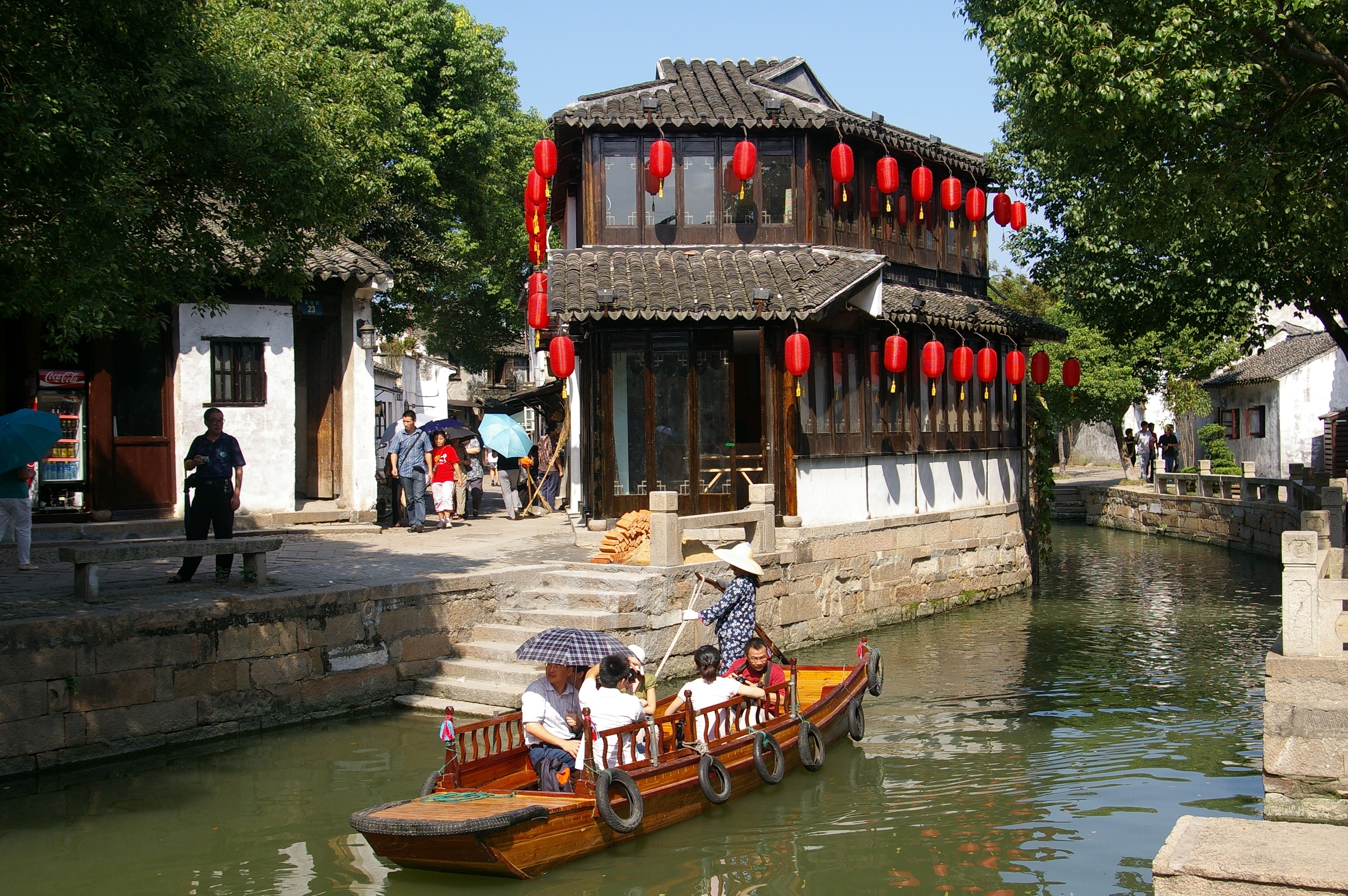
القنوات النهرية في تونغلي

تونغلي أو تونغ لى (بالصينية: 同 里، بينيين: Tónglǐ) هي مدينة في مقاطعة جيانغ، في ضواحي سوتشو. ومن المعروف عنها كثرة القنوات المائية، وقد تم منحها لقب «فينيسيا الشرق».
تونغلي تبعد نصف ساعة عن مدينة سوتشو. المكان يحتوي على العديد من الأماكن الأثرية ومنطقة المدينة. وتعتبر إحدى أهم المعالم البارزة حديقة التأمل (بالصينية: 退 思 园). هي حديقة خاصة يملكها رن لان تشنغ وتم بنائها في 1885-1887. ويعتبر Yuanlong هو مصمم الحديقة. في عام 2001، تم الاعتراف بهذه الحديقة مع غيرها من حدائق سوتشو الكلاسيكية كموقع للتراث العالمي لليونسكو.

## لوه شينغ تشو
هي جزيرة تقع في وسط البحيرة. تحتوي على معابد بوذية والطاوية والكونفوشيوسية. كما تحتوي على مشاهد جميلة، وخلال عيد الربيع يذهب الناس إلى هناك لضرب جرس الصلاة ومشاهدة الطقوس والمشاركة بها.

## برج اللؤلؤة
برج غير حقيقي ولكن عبارة عن نموذج يتكون من اللؤلؤ.

## الجسور الثلاثة
هناك 55 جسر في مدينة تونجلي. الأكثر شهرة هم الجسور الثلاثة، وتتمثل كلها بالنعم حيث ان الزواج، وولادة الأطفال، الاحتفال بالاعياد، يدخل الناس عبر الجسور الثلاثة للصلاة من أجل الصحة والسعادة.